# Nikolai Kozin
Nikolai Fedorovich Kozin ( 1924 - 2011 ) foi uma figura soviética da aplicação da lei, major-general do Ministério de Assuntos Internos. Membro do Soviete Supremo do Chuvash ASSR (1965-1972). Ministro do Interior do Chuvash ASSR (1965-1972).

## Biografia
Nascido em 24 de dezembro de 1924 na aldeia de Makarovo, distrito de Mikhailovsky da região de Kursk.
Em agosto de 1942, aos dezessete anos, N. F. Kozin foi convocado para as fileiras do Exército Vermelho dos Trabalhadores e Camponeses, participante da Grande Guerra Patriótica como parte da 57ª Brigada de Tanques de Guardas, lutou em Kalinin e na 1ª Bielorrússia frentes - líder do esquadrão e vice-comandante do pelotão, ficou em estado de choque e ferido em batalha. De 1942 a 1946 ele estudou na escola de argamassa militar Khlebnikov, depois de se formar na escola serviu como comandante do departamento da Diretoria Principal de Contra-espionagem "Smersh" da 57ª Brigada de Tanques de Guardas e atuou como chefe de produção de um Hospital militar. Em 1947 ele foi desmobilizado das fileiras do exército soviético. Durante a guerra foi agraciado com a Ordem da Guerra Patriótica, I grau, a Estrela Vermelha e a medalha "Pela Coragem".
Além de suas atividades principais, N. F. Kozin também se engajou no trabalho sociopolítico de 1965 a 1972, foi eleito deputado do Conselho Supremo do Chuvash ASSR.
De 1973 a 1980 trabalhou como vice-chefe da Inspetoria Principal da Sede do Ministério de Assuntos Internos da URSS. De 1980 a 1986 - Vice-Chefe da Direção Geral de Garantia da Proteção da Ordem Pública do Ministério de Assuntos Internos da URSS  . Em 1986, foi membro do grupo operacional para eliminar as consequências do acidente na usina nuclear de Chernobyl.